# Barrémien
Stratigraphie
Hauterivien Aptien

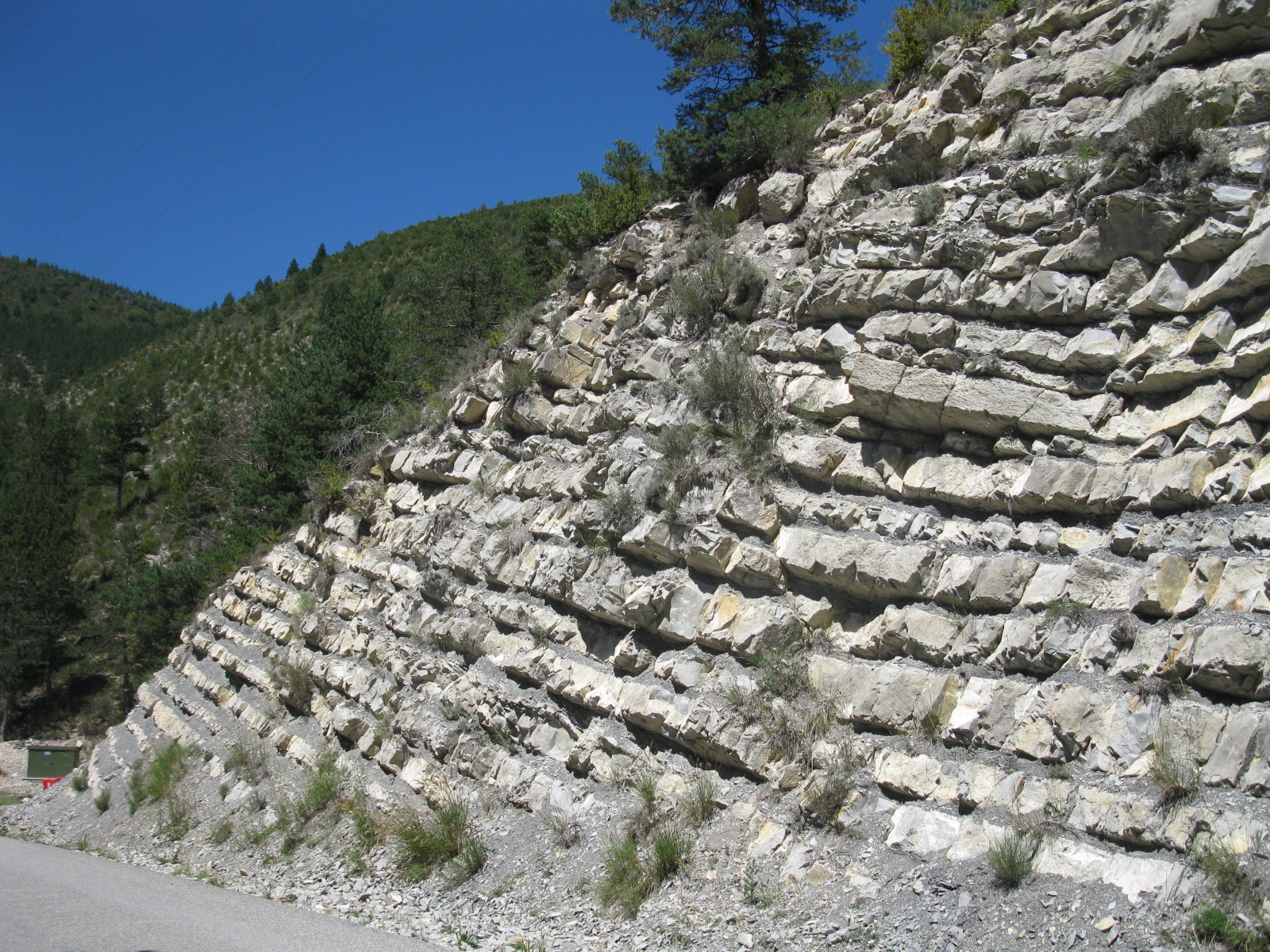
Stratotype du Barrémien à Angles (Alpes-de-Haute-Provence).

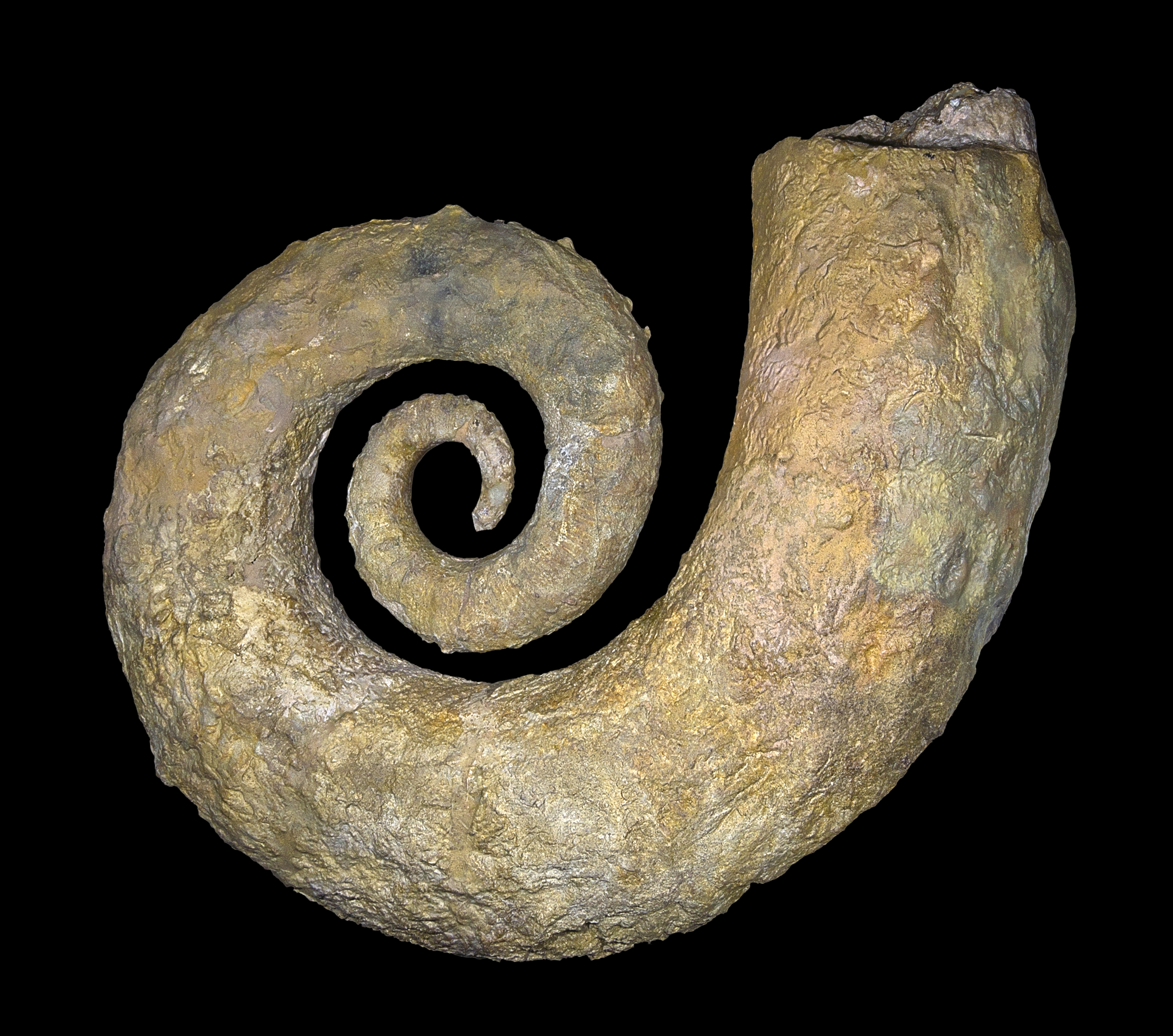
Crioceratites emerici – Barrêmien – Muséum de Toulouse.

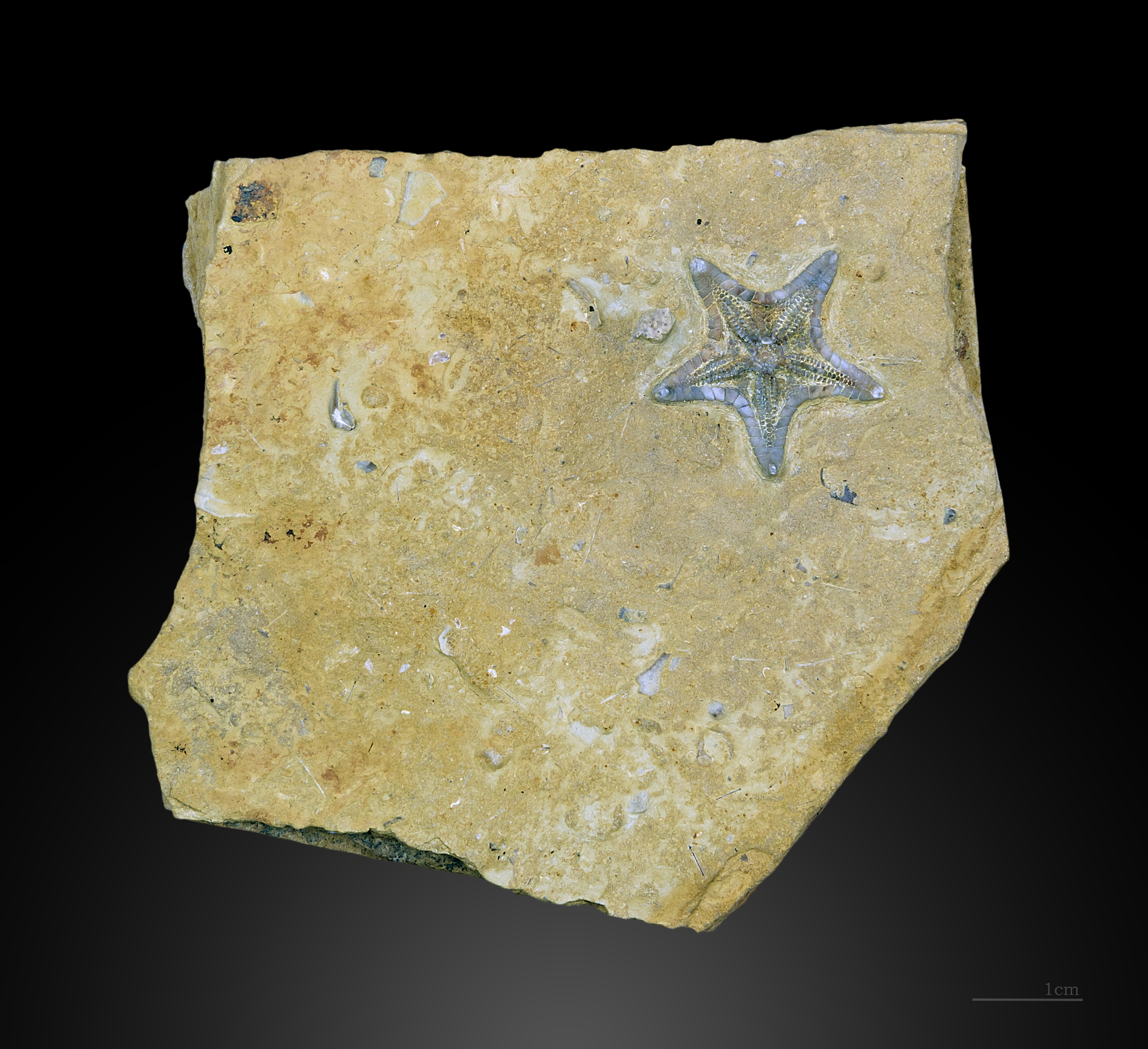
Marocaster coronatus – Holotype – Muséum de Toulouse.

Le Barrémien ou Barrêmien est le quatrième étage stratigraphique du Crétacé inférieur. Il s'étend de 125,77 à 121.4 ± 1.0 Ma (Historiquement, cet étage était placée de ≃ -129,4 à ≃ -125,0 Ma).
Il succède à l'Hauterivien et précède l'Aptien.

## Origine de l'appellation
Le Barrémien tire son nom de la commune française de Barrême, dans le département des Alpes-de-Haute-Provence.

## Définition
Le stratotype du Barrémien se situe le long de la route départementale 33 à proximité du village d'Angles, dans les Alpes-de-Haute-Provence, en France. Dans cette formation marno-calcaire, la base du Barrémien est déterminée par la première apparition de l'ammonite Taveraidiscus hugii. Le sommet est déterminé par le début de la chronozone magnétique M0r. Le Barrémien prend fin avec l'apparition du genre d'ammonite Deshayesites Kasansky 1914 (= Prodeshayesites Casey 1961), qui détermine le début de l'étage Aptien sus-jacent.
Biozones à ammonites du Barrémien
- zone à Martelites sarasini
- zone à Imerites giraudi
- zone à Gerhardtia sartousiana
- zone à Heinzia sayni
- zone à Coronites darsi
- zone à Kotetishvilia compressissima
- zone à Nicklesia pulchella
- zone à Kotetishvilia nicklesi
- zone à Taveraidiscus hugii